# 투르가우주
투르가우주(독일어: Thurgau, 프랑스어: Thurgovie, 이탈리아어: Turgovia)는 스위스 연방을 구성하는 26개 주 중 하나이다.(격식을 차릴 때는 Thurgovia) 5개 구역으로 구성되어 있으며 수도는 프라우엔펠트이다.
투르가우는 동부 스위스의 일부이다. 그것은 투르강의 이름을 따서 명명되었으며, 투르고비아(Thurgovia)라는 이름은 역사적으로 현대 주의 상류에 있는 이 강의 유역 일부를 포함하여 더 넓은 지역에 사용되었다. 지금의 투르가우 지역은 15세기 중반부터 구스위스 연방의 주에 의해 종속 영토로 획득되었다. 투르가우는 1798년 헬베티아 공화국이 형성될 때 처음으로 자체적인 주가 되었다.
2020년 12월 기준 인구는 273,801명이다. 2007년 기준 거주 외국인은 총 47,390명(인구의 19.9%)이다.

## 역사
선사 시대에 투가르우주의 땅은 콘스탄스 호수를 따라 핀 문화의 사람들이 거주했다. 로마 시대 동안 투르가우는 450년에 알레만니족이 정착할 때까지 래티셰 지방의 일부였다.
6세기에 투르고비아는 알레마니아의 일부로 프랑크 제국의 가우(영지)가 되었고, 10세기 초에 슈바벤 공국으로 넘어갔다. 이때 투르고비아는 현재 투르가우주의 뿐만 아니라 현대의 장크트갈렌주의 영토, 아펜첼주와 취리히주의 동부 지역도 포함했다.
중세 시대 초기에 투르고비아의 가장 중요한 도시는 주교가 있는 콘스탄스와 수도원이 있었던 장크트갈렌이었다.
체링겐 공작과 키부르크 백작은 중세 시대에 토지의 대부분을 차지했다. 취리히시는 1218년 제국직속령이 될 때까지 투르가우의 일부였다. 키부르크 가문이 1264년에 멸족하자 합스부르크가 그 땅을 차지했다.
구스위스 연방은 1460년에 구 토겐부르크의 해방된 10개의 영지와 동맹을 맺어 합스부르크 왕가로부터 투르가우 땅을 탈취했고, 스위스 7개 주(취리히, 루체른, 우리, 슈비츠, 운터발덴, 추크, 글라루스)의 종속 영토가 되었다.
스위스의 개신교 종교개혁 기간 동안 가톨릭과 신흥 개혁파 정당은 투르가우와 같은 종속 영토를 자신들의 편으로 돌리려고 했다. 1524년 스위스 전역에 반향을 일으킨 사건에서 현지 농민들이 투르가우의 이팅겐 회랑을 점거하여 수도사를 몰아내고 문서를 파괴하고, 포도주 저장고를 파괴했다. 1526년과 1531년 사이에 투르가우 사람들 대부분은 취리히에서 퍼진 새로운 개혁파 신앙을 받아들였다. 제2차 카펠 전쟁(1531)에서 취리히가 패배하면서 개혁파의 우세는 종식되었다. 대신 카펠 조약은 가톨릭과 개혁파 숭배를 모두 보호했다. 그러나 조약의 조항은 일반적으로 7개 주에서 다수를 차지하는 가톨릭교도에게 유리했다. 투르가우에 대한 종교적 긴장은 취리히가 투르가우를 잠시 점령한 제1차 빌메르겐 전쟁 (1656)의 중요한 배경이 되었다.
1798년에 이 땅은 처음으로 헬베티아 공화국의 일부가 되었다. 1803년 중재법의 일환으로 투르가우주는 스위스 연방의 일원이 되었다. 주 국장은 13세기에 투르가우를 통치한 키부르크 가문의 국장을 기반으로 1803년에 디자인되었으며, 당시 ‘혁명의’ 색상(예, 삼색)으로 간주되었던 배경을 녹색과 흰색으로 변경했다. 흰색(은색)에 노란색(또는) 전하의 배치)은 령학 원칙을 위반하는 것이며, 1938년에 흰색 대각선으로 구분된 실선 그린 필드를 사용하라는 제안을 포함하여 디자인을 수정하라는 제안이 있었지만, 성공하지 못했다.
투르가우의 현재 주 헌법은 1987년부터 시작된다.

## 지리

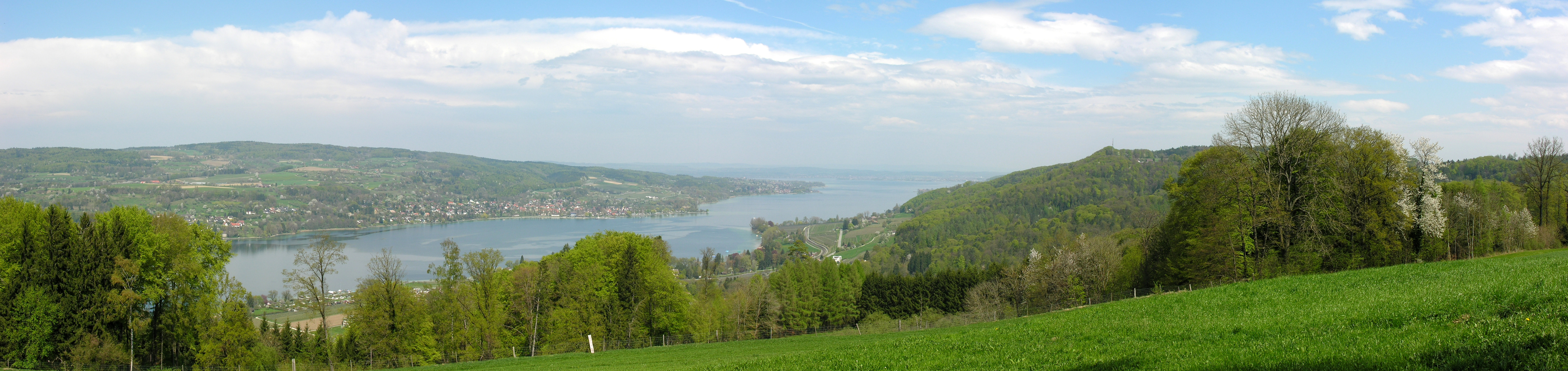
에센츠 근처의 운터제(보덴호)의 풍경

북쪽으로는 독일 (바덴뷔르템베르크주와 바바리아)과 오스트리아 (포어아를베르크주)가 있는 보덴호와 접해 있다. 라인강은 북서쪽에 국경을 만든다. 남쪽에는 장크트갈렌주가 있다. 서쪽에는 취리히와 샤프하우젠이 있다.
주의 면적은 991km2이며 일반적으로 3개의 언덕 덩어리로 나뉜다. 이 중 하나는 북쪽의 콘스탄스 호수를 따라 뻗어 있다. 다른 하나는 투르강과 무르크강 사이의 내륙이다. 세 번째 산은 주의 남쪽 경계를 형성하고 프레알프스의 회른리산과 합류한다.

## 인구통계
2020년 12월 31일 기준, 주의 인구는 273,801명이다. 주는 대부분 독일어를 사용한다. 인구(2000년 기준)는 개신교 (45%)와 로마 가톨릭 (36%)으로 나뉜다.

### 과거 인구
역사적 인구는 다음 표에 나와 있다.
| 과거 인구 자료 | 과거 인구 자료 | 과거 인구 자료 | 과거 인구 자료 | 과거 인구 자료   |
| 년도           | 전체인구       | 스위스         | 비스위스계     | 인구비율 전체 중 |
| -------------- | -------------- | -------------- | -------------- | ---------------- |
| 1850           | 88 908         | 87 006         | 1 902          | 3.7%             |
| 1880           | 99 231         | 92 120         | 7 111          | 3.5%             |
| 1900           | 113 221        | 98 183         | 15 038         | 3.4%             |
| 1950           | 149 738        | 139 990        | 9 748          | 3.2%             |
| 1970           | 182 835        | 148 792        | 34 043         | 2.9%             |
| 2000           | 228 875        | 183 942        | 44 933         | 3.1%             |
| 2020           | 282,909        |                |                | 3.3%             |

## 행정구역

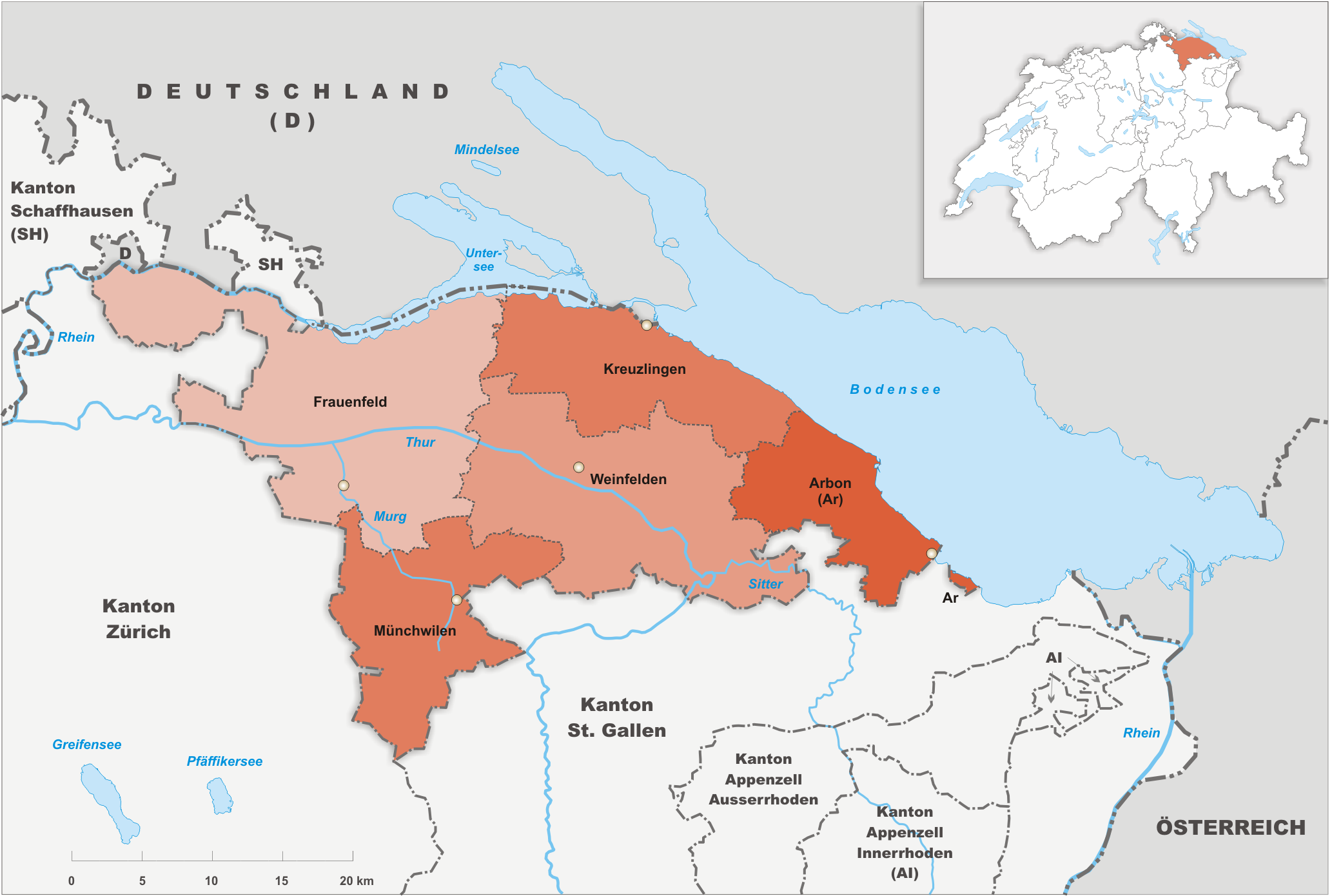
2011년 이후 확정된 5개의 구

### 구
2011년 1월부터 투르가우는 수도 이름을 따서 명명된 5개 구역으로 분할되었다. 이전에는 8개였던 구를 5개로 축소한 것이다. (괄호 안은 중심도시)
- 프라우엔펠트구 (프라우엔펠트)
- 크로이츠링겐구 (크로이츠링겐)
- 바인펠덴구 (바인펠덴)
- 뮌히빌렌구 (뮌히빌렌)
- 아르본구 (아르본)

### 기초자치체
2009년 기준으로, 주에는 80개의 시정촌이 있다. 인구 기준으로 가장 큰 10개 시정촌은 다음과 같다.

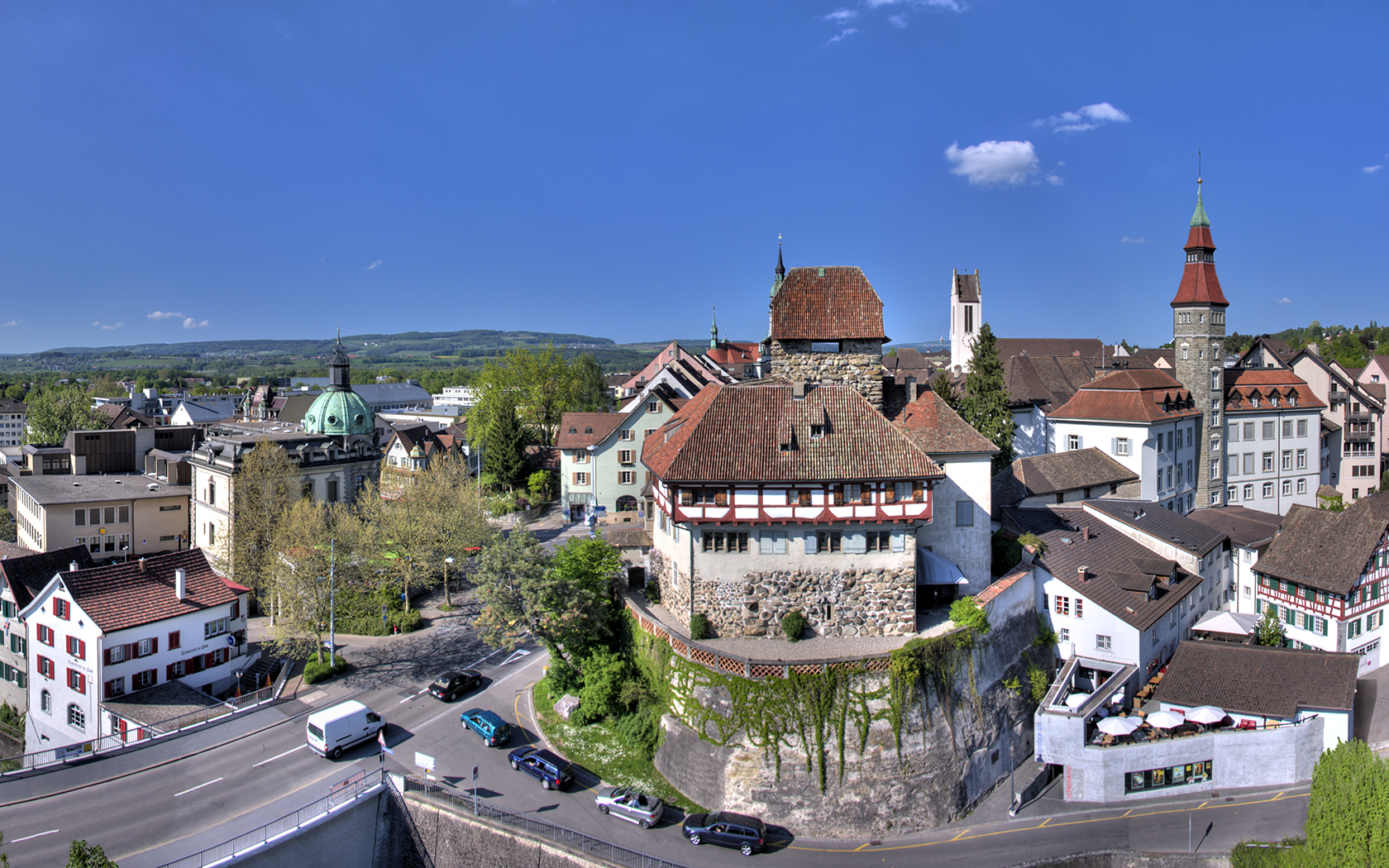
1. 프라우엔펠트 - population 25,442
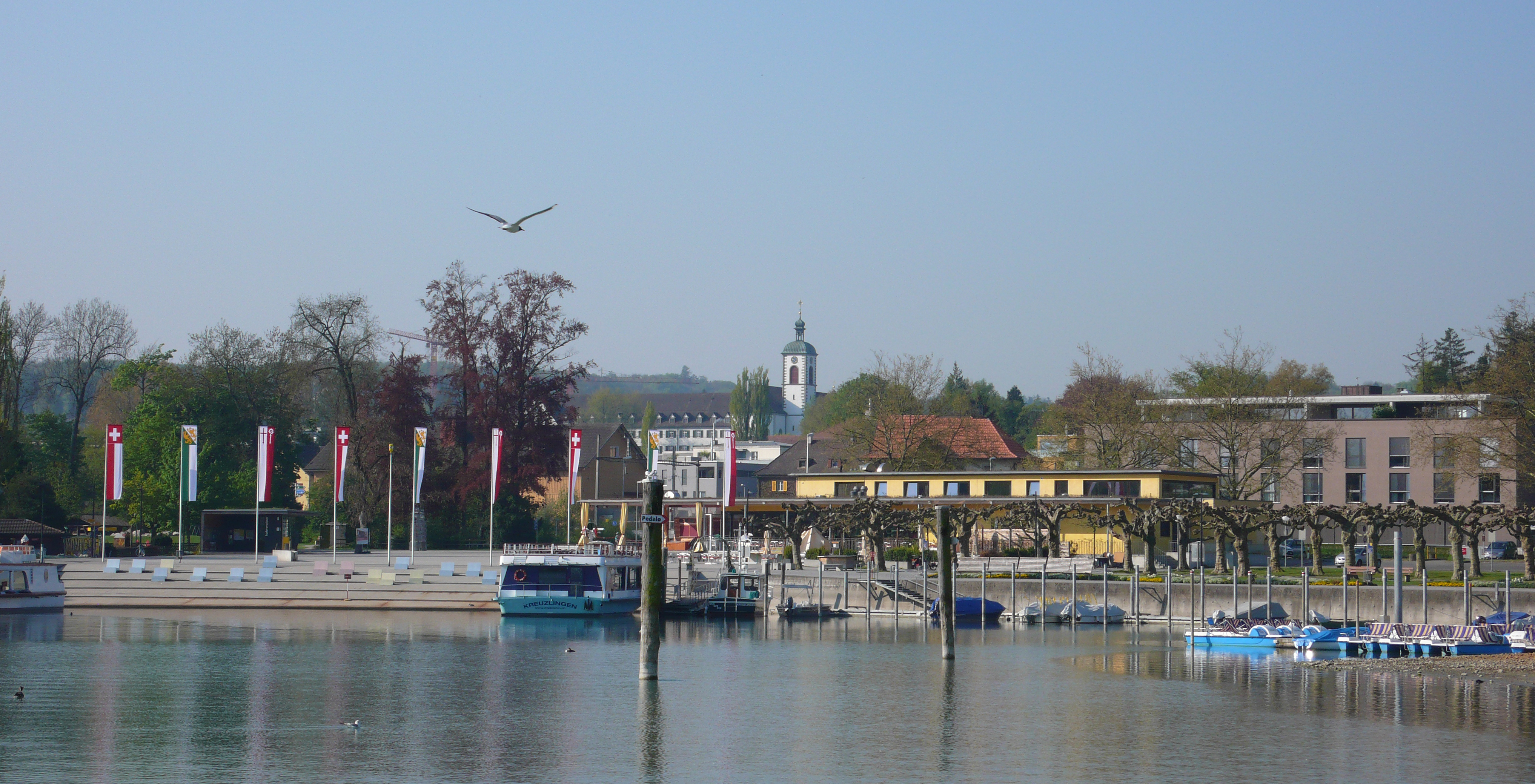
2. 크로이츠링겐 - 인구 21,801
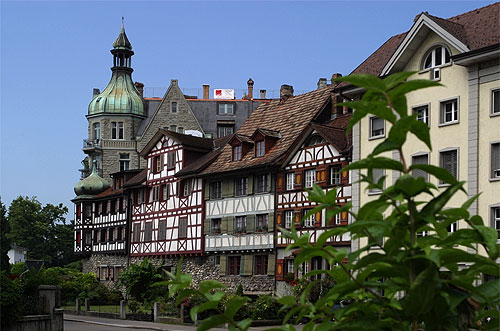
3. 아르본 - 인구 14,537
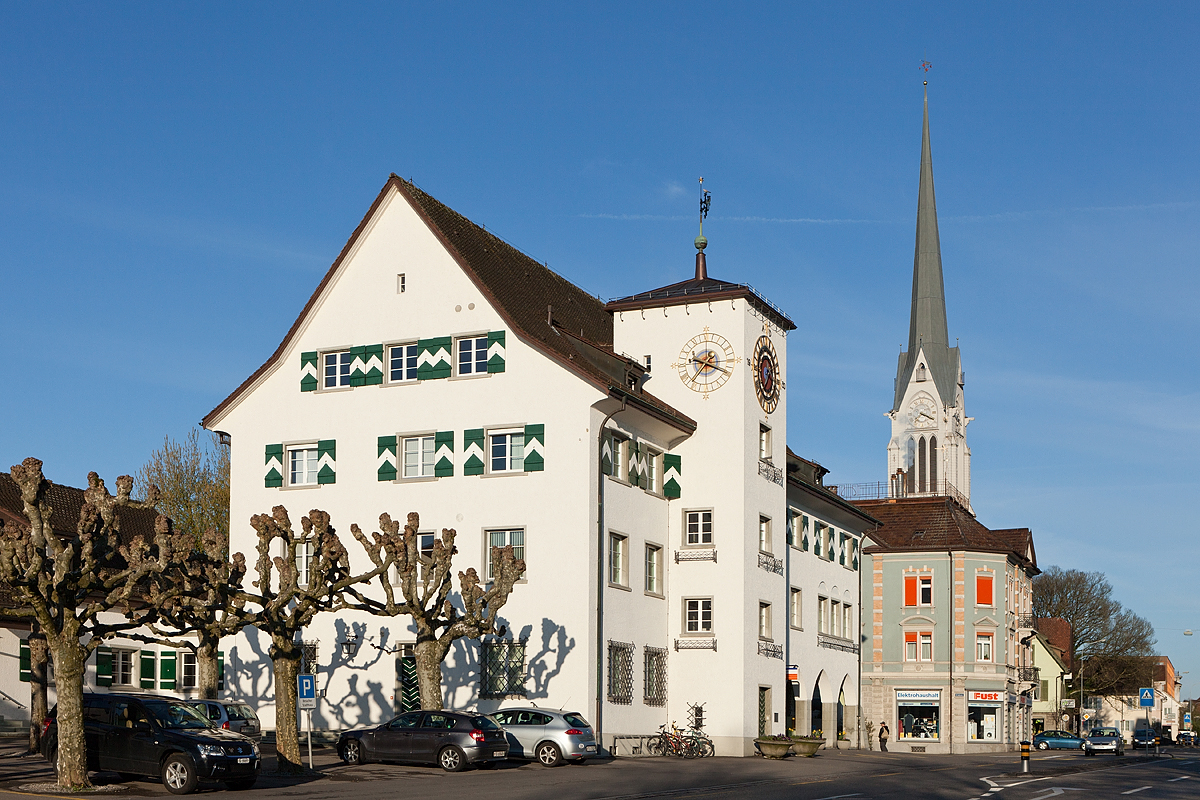
4. 암리스빌 - 인구 13,462
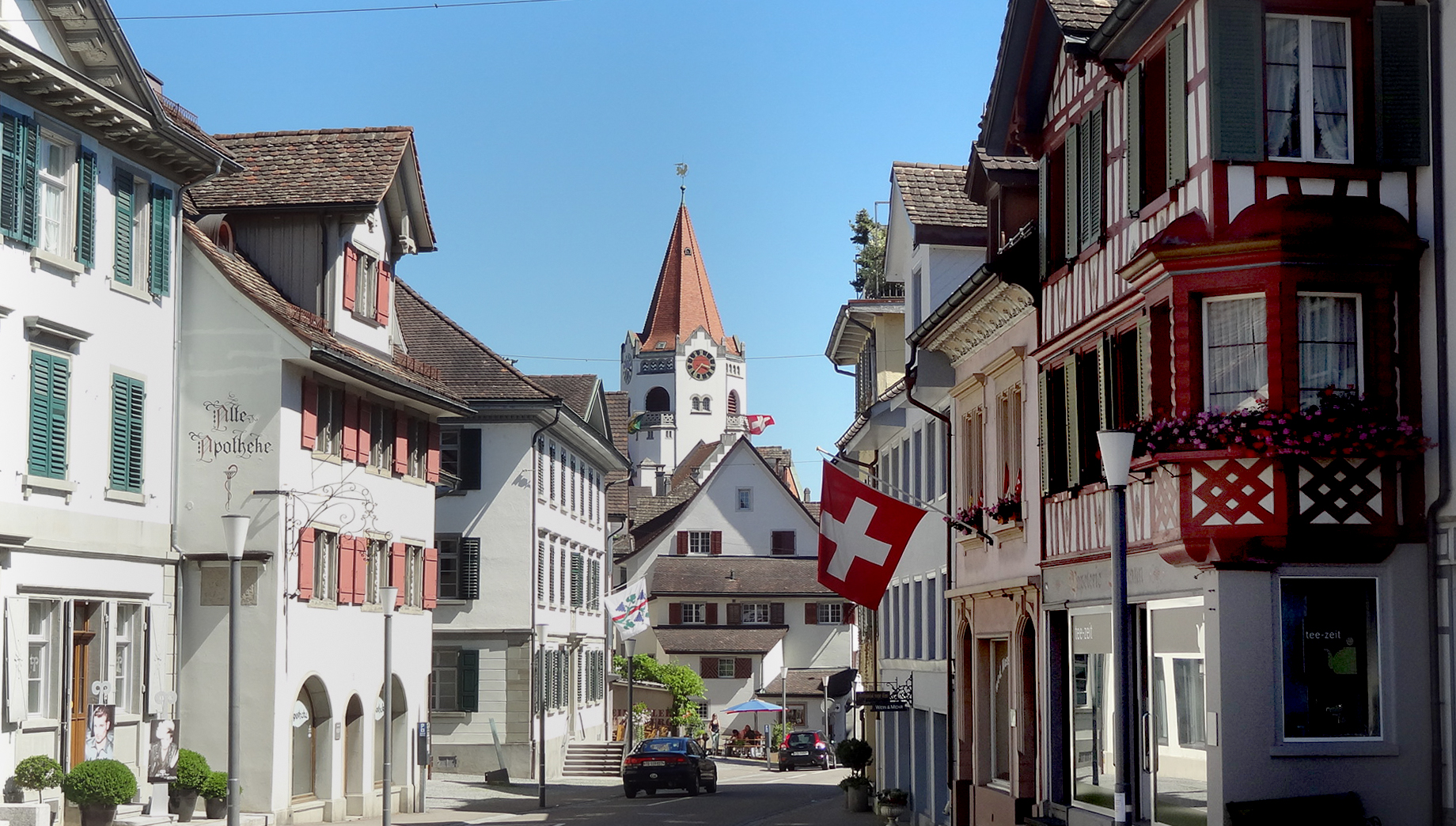
5. 바인펠덴 - 인구 11,388
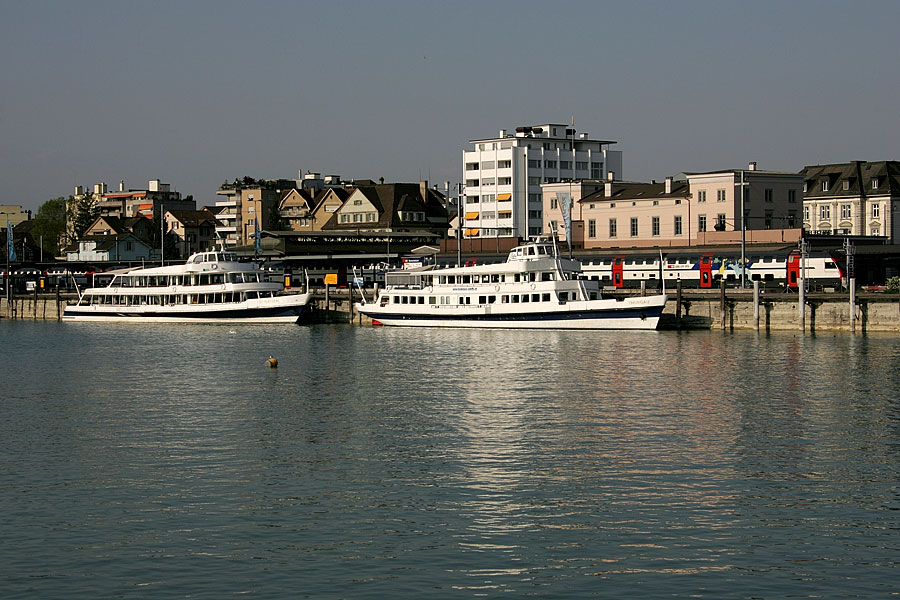
6. 로만스호른 - 인구 10,969
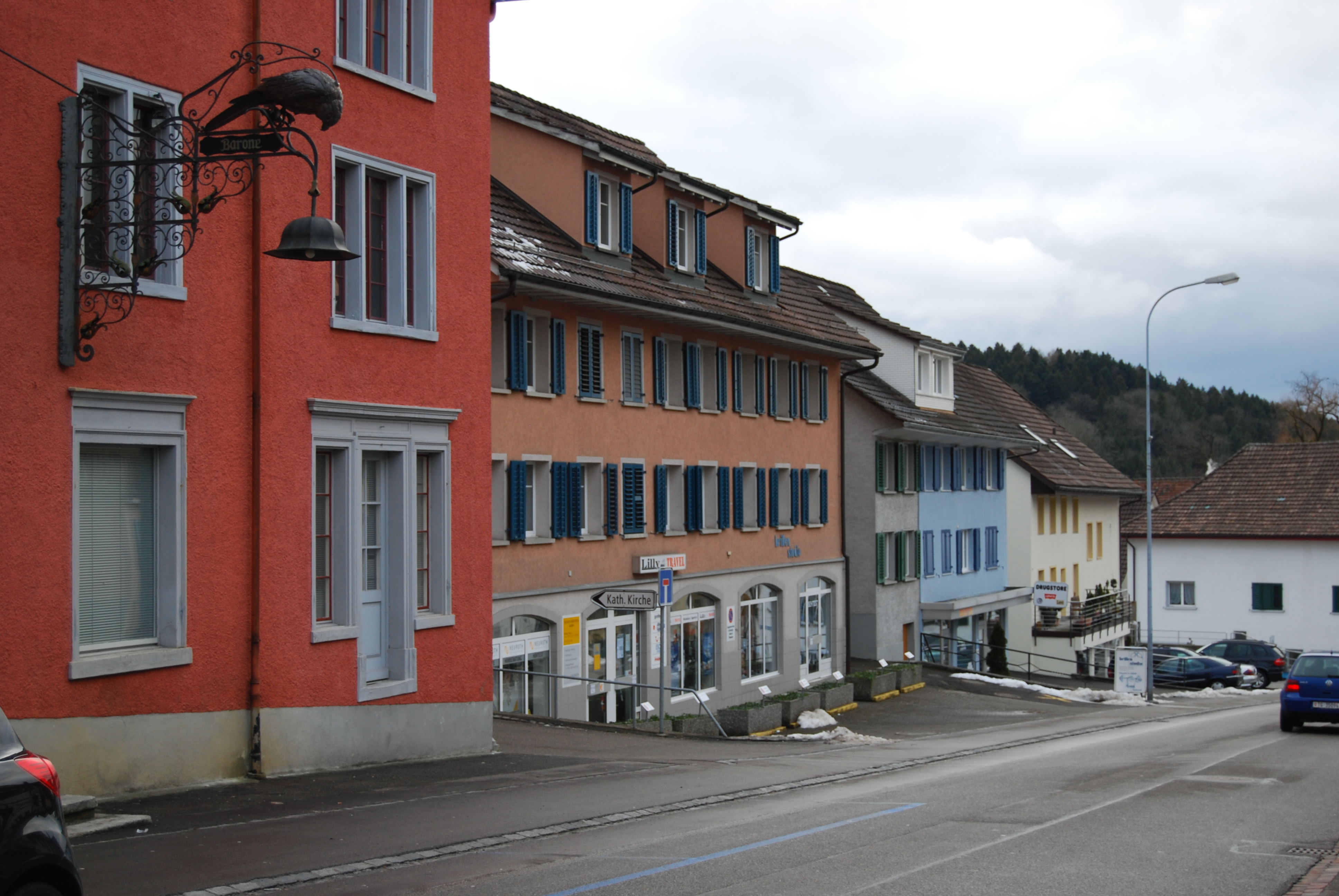
7. 아어도르프 - 인구 8,885
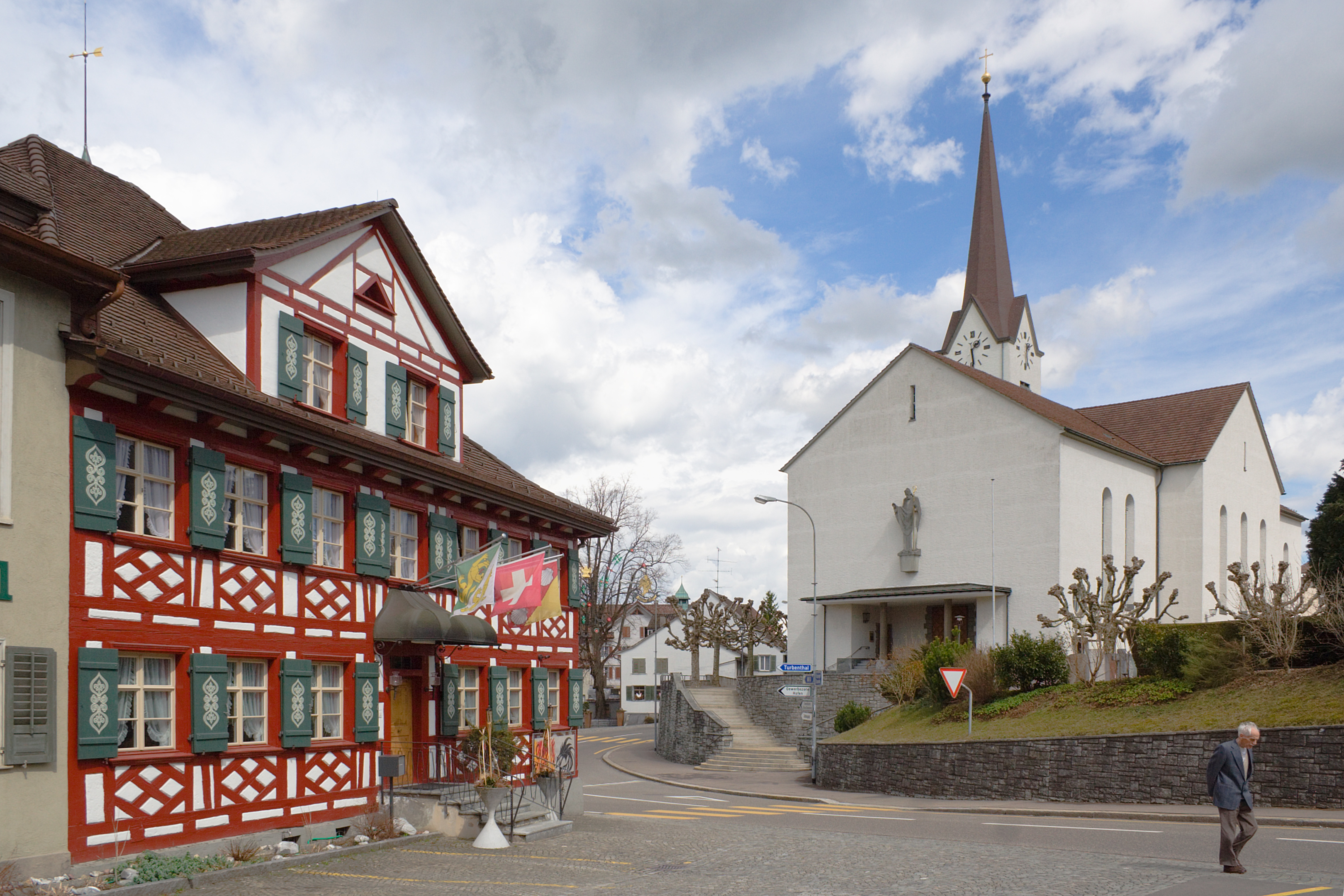
8. 지르나흐 - 인구 7,737
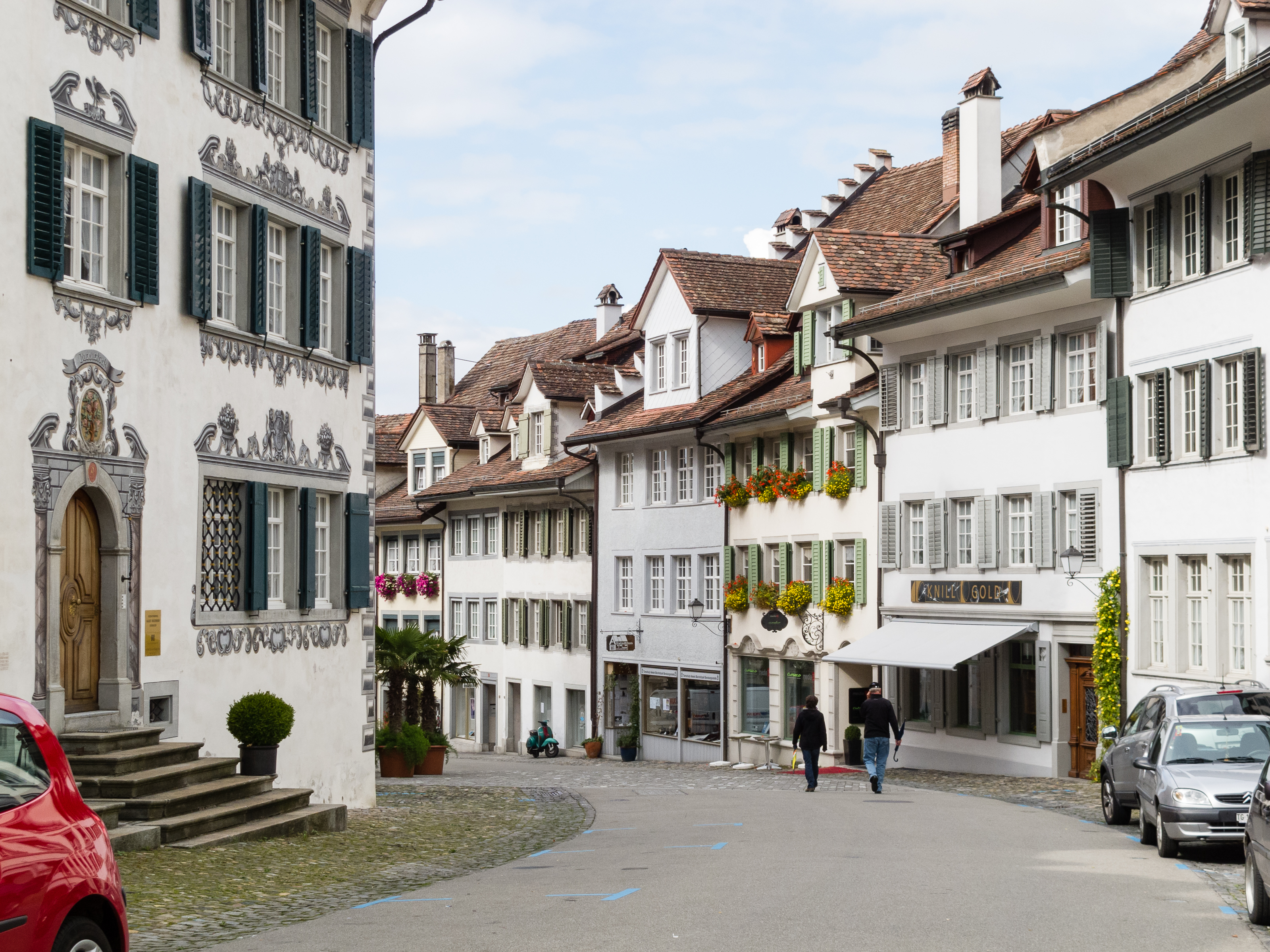
9. 리쇼프스첼 - 인구 6,009
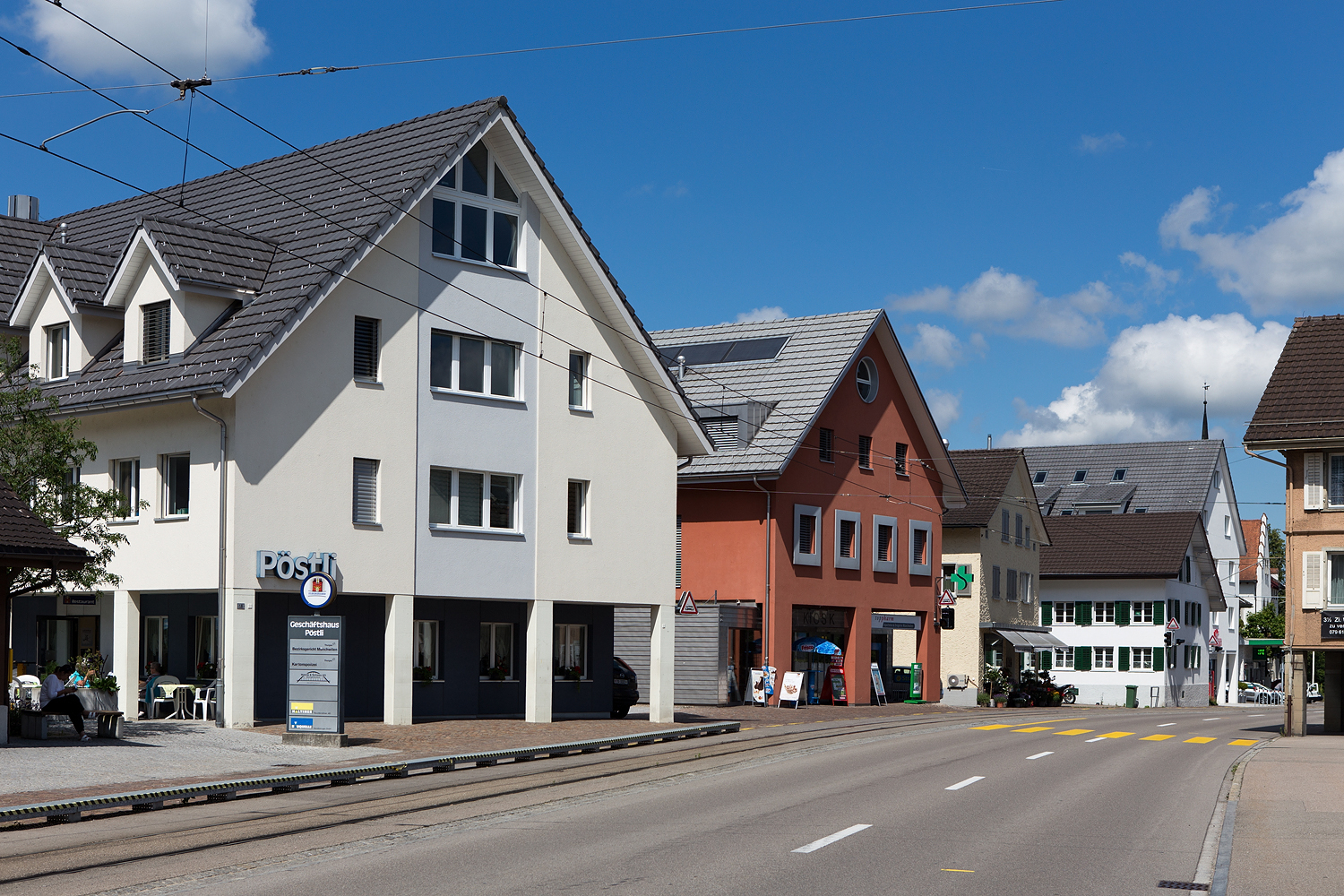
10. 뮌히빌렌 - 인구 5,554

## 경제
투르가우주는 농산물로 유명하다. 특히 사과, 배, 과일과 채소가 잘 알려져 있다. 주의 많은 과수원은 주로 사이다 생산에 사용된다. 와인은 목 계곡에서 생산된다.
투르가우주에도 산업이 있다. 주요 산업은 인쇄, 섬유와 수공예품이다. 중소기업은  투르가우주의 경제에 중요하다. 이들 중 다수가 수도 주변에 집중되어 있다.